# Morton (Teksas)
Morton je grad u američkoj saveznoj državi Teksas. Prema popisu stanovništva iz 2010. u njemu je živjelo 2.006 stanovnika.